# コッロレード・ディ・モンテ・アルバーノ
コッロレード・ディ・モンテ・アルバーノ（伊: Colloredo di Monte Albano; フリウリ語: Colorêt di Montalban）は、イタリア共和国フリウリ＝ヴェネツィア・ジュリア州ウーディネ県にある、人口約2,200人の基礎自治体（コムーネ）。

## 地理

### 位置・広がり

#### 隣接コムーネ
隣接するコムーネは以下の通り。
- ブーヤ
- カッサッコ
- ファガーニャ
- マヤーノ
- モルッツォ
- パニャッコ
- リーヴェ・ダルカーノ
- トレッポ・グランデ
- トリチェージモ

### 気候分類・地震分類
コッロレード・ディ・モンテ・アルバーノにおけるイタリアの気候分類 (it) および度日は、zona E, 2491 GGである。
また、イタリアの地震リスク階級 (it) では、zona 2 (sismicità media) に分類される。

## 行政

### 分離集落
コッロレード・ディ・モンテ・アルバーノには、以下の分離集落（フラツィオーネ）がある。
- Aveacco, Caporiacco, Entesano, Laibacco, Lauzzana, Melesons, Mels, Pradis